# Геденштром Матвій Матвійович
Матвій Матвійович Геденштром (швед. Mathias Hedenström; російська Матвей Матвеевич Геденштром) (1780 , Рига  — 20 вересня 1845 , Томськ, Західно-Сибірське генерал-губернаторство ) — російський дослідник Північного Сибіру, письменник і надвірний радник.

## Біографія
Матвій Геденштром народився в Ризі, яка на той час була у складі Російської імперії, в родині Матіаса Геденштрома (1733—1799), шведського політичного біженця з Даларни. Сам Матвій Геденштром у 1798 році все ще був громадянином Швеції та мав ім'я Mattias Mattiasson Hedenström.
Відвідував Тартуський університет але, не закінчивши його, вступив на службу до Талліннської митниці.  Працював у Ризі перекладачем у графа Фрідріха фон Буксхеведена, генерал-губернатора балтійських провінцій. У 1808 році, працюючи секретарем митного інспектора, був заарештований у справі про хабарництво, засуджений, а потім засланий до Сибіру.

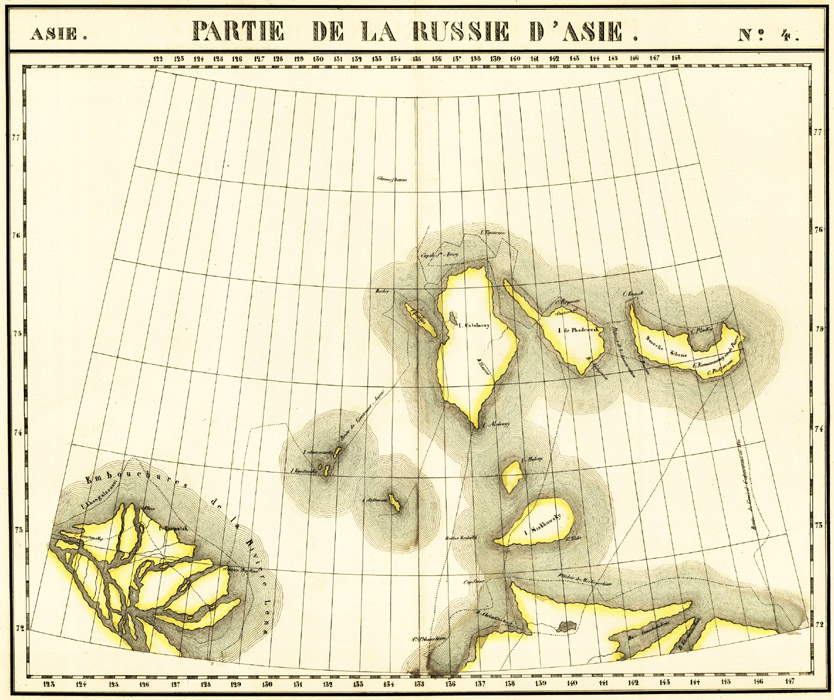
Мапа експедиції Геденштрома у 1809—1811 роках, 1827 рік

В засланні Геденштром прибув до Іркутська де у 1808 році отримав від міністра торгівлі Миколи Румянцева своє перше службове завдання, а саме дослідження берегової лінії Північного Льодовитого океану. Не підготовлений до вчених занять, Геденштром мав попередньо багато займатися, щоб навчитися визначати довготу і широту місця і взагалі поводитися з науковими приладами. У 1808—1810 роках очолював експедицію зі зйомки та дослідження Новосибірських островів (разом з Яковом Санниковим і землемірами П. Пшеніциним та І. Кожевіним). Саме під час цієї експедиції виникла теорія про існування Землі Санникова десь на північний захід від острова Котельного. Геденштром встановив наявність Сибірської ополонки — ділянок відкритої води в морських льодах на краю дрейфуючих льодів і материкового льодового припаю.
У 1809 році Геденштром відвідав східні береги острова, відкритого трьома роками раніше купцями Семеном і Левом Сироватськими, і назвав його Новим Сибіром (ця назва буде офіційно затверджена в 1810 році). Геденштром накреслив берегову лінію між гирлами Яни і Колими. Він також багато подорожував по Якутії і місцевостях на схід від озера Байкал.
У 1813 році Матвій Геденштром був прийнятий на роботу в канцелярію Іркутського губернатора, потім до 1818 року обіймав посаду Верхньоудинського справника, міста Верхньоудинськ (зараз Улан-Уде), що не відволікало його від наукових досліджень і складання своїх мінералогічної та ботанічної колекцій.
Матвій Геденштром був розумною, талановитою, освіченою і доброю людиною, яка часто допомагала місцевим селянам порадою та грошима. Однак він також був відомий як аморальна людина і марнотратник. Він був одним із найближчих соратників Миколи Трескіна (тодішнього губернатора Іркутська) і заробив значні статки на закупках хліба, призначених йому губернаторською канцелярією.
Близькість до Трескіна не завадила йому стати зрадником свого начальника, коли до Іркутська у 1819 році приїхав генерал-губернатор Сибіру Сперанський, що однак не врятувало його.
20 лютого 1820 року Матвій Геденштром був усунений з посади за самодержавний стиль управління, казнокрадство, здирництво та шахрайство. Звіт Сперанського розглянула спеціальна комісія, створена 28 липня 1821 року. Усіх порушників комісія розділила на десять категорій. Геденштром опинився в третій категорії, що означало, що він ніколи більше не міг бути допущеним до будь-яких державних посад і мав бути висланий до внутрішньої губернії (Європейської Росії). Однак незабаром було вирішено не висилати його з Сибіру, а відправити в Тобольськ. Бажаючи скористатися здібностями і досвідом Матвія Геденштрома, адміністрація Західного Сибіру зуміла змінити рішення і отримати дозвіл для Геденштрома вступити знову на державну службу. У 1827 році Геденштрому було дозволено повернутися до європейської частини Росії, а потім був прийнятий на роботу в Корпус медичної служби (Медицинський департамент) на посаду начальника секції.
У 1830 році повертається до Сибіру. У 1832 році Матвій Геденштром був призначений поштмейстером у Томську. Вийшовши у 1839 році на пенсію з правом щорічного грошового забезпечення в розмірі 1250 рублів. Геденштром переїхав у село Кайдукова під Томськом де проводив час у пияцтві і помер там в крайній злиднях 20 вересня 1845 року у віці 65 років.
Через три дні його поховали в Томську.

## Наукова діяльність

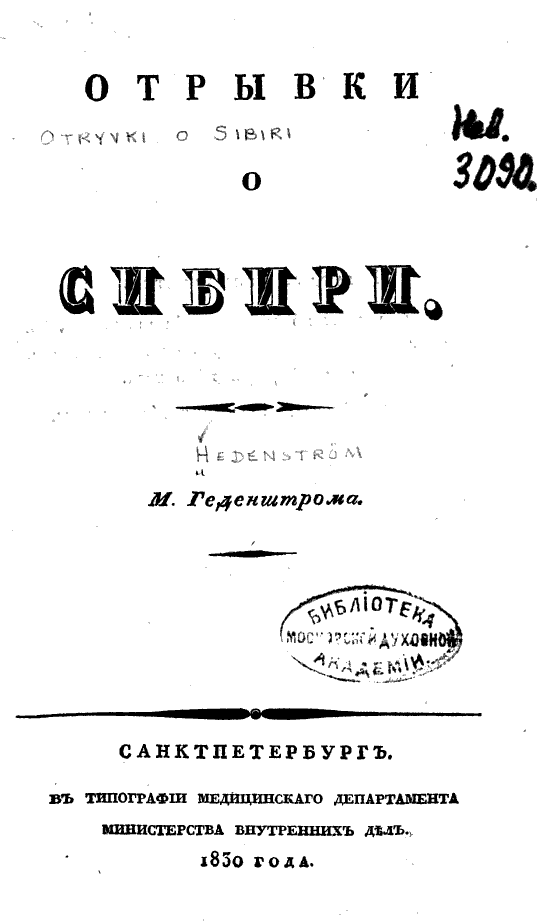
Отрывки о Сибири, 1830 рік

Свої наукові відкриття Матвій Геденштром опублікував у кількох окремих працях і статтях:
- Путешествие Геденштрома по Ледовитому морю и островам оного, лежащим от устья Лены к востоку(«Сибирский Вестник», 1822 г., ч. 17—19); Описание берегов Ледовитого моря от устья Яны до Баранова камня (там же, 1823 г., ч. 2);
- Записки о Сибири («Журн. Минист. Внутр. Дел», 1829 г., ч. 1, кн. 1; 1830 г., ч. 2, кн. 1—3; ч. 3, кн. 4);
- Отрывки о Сибири (СПб., 1830 г.); по-немецки: «Fragmente oder Etwas uber Sibirien» (S.-Pb., 1842);
- Острова между Леной и Колымой («Русский Инвалид», 1838 г., № 268);
- Новая Сибирь (там же, № 313);
- Головы неизвестных животных, находимых в Северной Сибири (там же, № 318);
- О Байкале (там же, 1839 г., № 9 и 10);
- Выписка из его неизданного сочинения: «Сибирь» («Москвитянин», 1842 г., ч. 5, № 9).